# Weißenborn/Erzgeb.
Weißenborn/Erzgeb. település Németországban, azon belül Szászország tartományban. Lakosainak száma 2518 fő (2023. december 31.).

## Népesség
A település népességének változása:
| Lakosok száma | 2497 | 2513 | 2448 | 2491 | 2518 |
|               | 2017 | 2019 | 2021 | 2022 | 2023 |